# Заболочені ліси дельти Ориноко
Заболочені ліси дельти Ориноко (ідентифікатор WWF: NT0147) — неотропічний екорегіон тропічних та субтропічних вологих широколистяних лісів, розташований на північному сході Венесуели та на північному заході Гаяни.

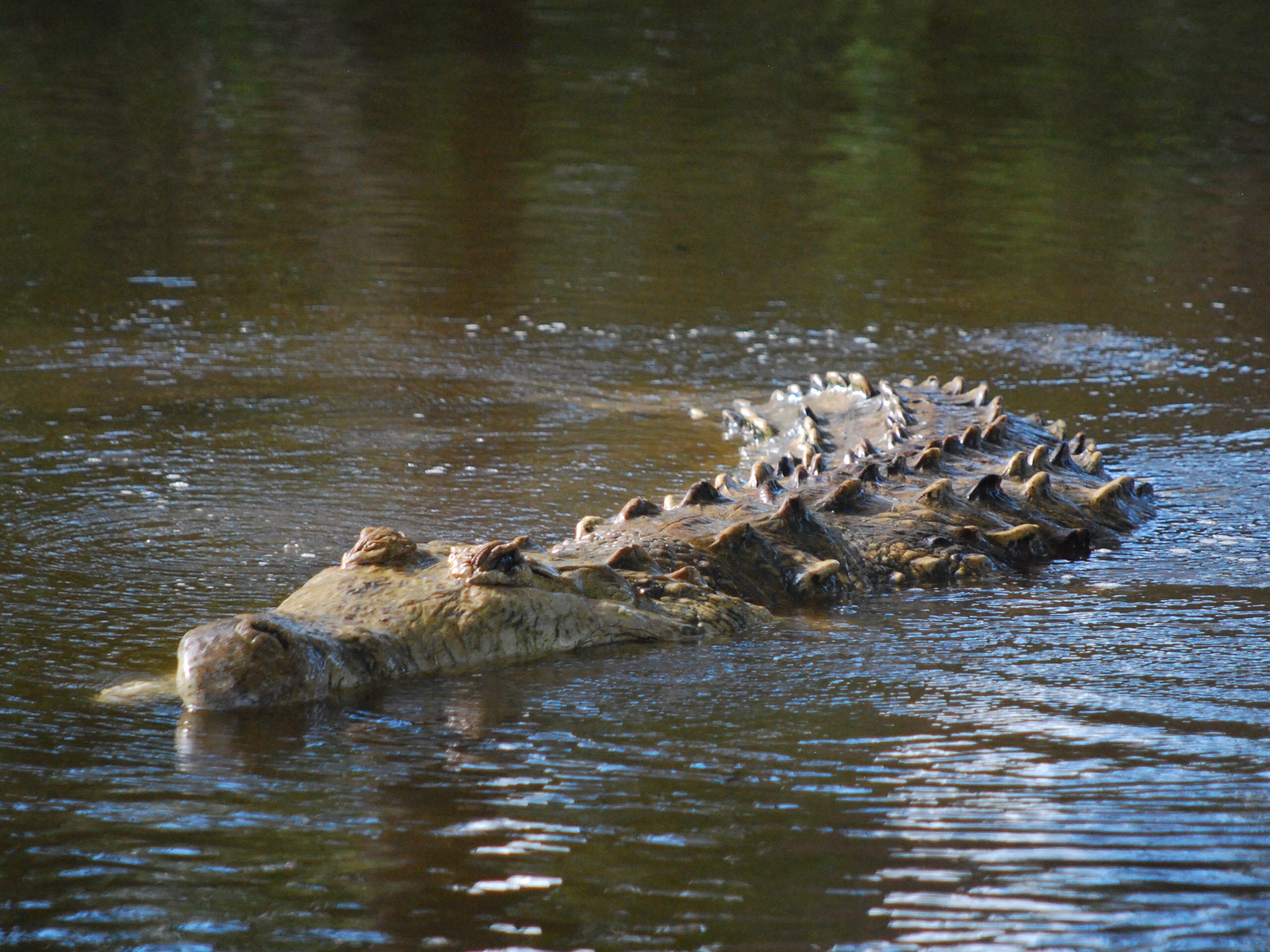
Оринокський крокодил (Crocodylus intermedius)

## Географія
Екорегіон заболочених лісів дельти Ориноко охоплює нижню частину дельти Ориноко — одну з найбільших у світі ділянок незайманих водно-болотних угідь на Землі. Він простягається широкою безперервною смугою на 500 км з північного заходу на південний схід, від основи півострова Парія до річки Вайні, охоплюючи територію площею майже 27 000 км². Більша частина екорегіону знаходиться в межах венесуельського штату Дельта-Амакуро, однак деякі райони на північному заході лежать в межах штатів Монагас і Сукре, а деякі райони на південному сході — в межах гаянського регіону Барима-Вайні.
Ориноко є однією з найбільших річок Південної Америки та четвертою в світі за об'ємом річкового стоку. Вона бере початок у горах Гвіанського нагір'я і тече широкою дугою, огинаючи його з заходу та півночі, вбирає у себе численні притоки, що стікають з Гвіанського нагір'я та Анд, та впадає у Атлантичний океан. В районі гирла Ориноко розділяється на сотні рукавів, які утворюють широку дельту та велику кількість річкових островів. Рельєф дельти представлений майже пласкими алювіальними низовинами, висота яких коливається від 1 до 9 м над рівнем моря.
На заході заболочені ліси дельти Ориноко переходять у савани Льяносу, на південному сході — у вологі ліси Гвіани, а на північному сході — у склерофітні чагарники Ла-Кости та у склерофітні чагарники Араї та Парії. Подекуди заболочені ліси перемежовуються ділянками відкритих водно-болотних угідь дельти Ориноко, а ближче до океану, де відчувається вплив солоної води, вони переходять у венесуельські мангри та гвіанські мангри.

## Клімат
В межах екорегіону переважає спекотний та вологий тропічний клімат. Середньорічна кількість опадів у дельті Ориноко коливається від 500-2000 мм на півночі до 8000 мм на півдні. Вологий сезон в регіоні розпочинається у квітні-травні і триває до грудня. Середня температура тут становить близько 26 °C, а відносна вологість повітря — приблизно 70 %.

## Флора
Рослинний покрив екорегіону представлений тропічними омброфільними заболоченими лісами, які перемежовуються численними річковими рукавами і водними протоками. Вони є частиною складної мозаїки постійних водно-болотних угідь, мангрових заростей та лісів дельти Ориноко.
Основу заболочених лісів екорегіону складають гідрофільні дерева та пальми, рясно вкриті епіфітами, тоді як трав'яний ярус в них доволі розріджений. Серед поширених в екорегіоні широколистяних дерев слід відзначити гвіанське крабове дерево (Carapa guianensis), бавовняне дерево (Ceiba pentandra), високу мору (Mora excelsa), тритичинкову хіртеллу (Hirtella triandra), крапчасту інгу (Inga punctata), двозубу манілкару (Manilkara bidentata), гвіанський зеленосердечник (Chlorocardium rodiei), великолопатеву пентаклетру (Pentaclethra macroloba), криваве драконове дерево (Pterocarpus officinalis), кулясту симфонію (Symphonia globulifera) та амазонську терміналію (Terminalia amazonica), а серед пальм — колючу тукуму (Astrocaryum aculeatum), звичайну манікарію (Manicaria saccifera), звивисту мавріцію (Mauritia flexuosa) та пальму асаї (Euterpe oleracea). У деяких районах пальми утворюють моновидові насадження.

## Фауна
Серед великих ссавців, поширених в заболочених лісах екорегіону, слід відзначити південноамериканського тапіра (Tapirus terrestris), ягуара (Panthera onca), гвіанського ревуна (Alouatta macconnelli), велику капібару (Hydrochoeris hydrochaeris) та гігантську видру (Pteronura brasiliensis), а серед менших ссавців — оливкового капуцина (Cebus olivaceus), оцелота (Leopardus pardalis), чагарникового пса (Speothos venaticus), майконга-крабоїда (Cerdocyon thous), ракуна-крабоїда (Procyon cancrivorus), неотропічну видру (Lontra longicaudis), низинну паку (Cuniculus paca), венесуельського пацюка-рибоїда (Daptomys venezuelae) та тринідадського водяного пацюка (Nectomys palmipes). У річках регіону зустрічаються дуже рідкісні оринокські річкові дельфіни (Inia humboldtiana), які перебувають під загрозою зникнення. Іноді у гирло Ориноко запливають американські ламантини (Trichechus manatus), які живляться водною рослинністю. Ендеміками екорегіону є оринокські агуті (Dasyprocta guamara) та дельтові чотириокі опосуми (Philander deltae).
Орнітофауна екорегіону нараховує понад 175 видів птахів, зокрема 39 видів водоплавних та 13 видів коловодних птахів. Серед птахів, поширених у заболочених лісах дельти Ориноко, слід відзначити тонкодзьобого кракса (Crax alector), білоголового абурі-крикуна (Pipile cumanensis), гривасту каргарку (Neochen jubata), червонодзьобого свистача (Dendrocygna autumnalis), буроголового колібрі-лісовичка (Thalurania furcata), велику гарпію (Harpia harpyja), канюка-рибалку (Busarellus nigricollis), чорного канюка-крабоїда (Buteogallus anthracinus), араурану (Ara ararauna), венесуельського амазона (Amazona amazonica), тринідадського амазона (Amazona ochrocephala), червонолобого амазона (Amazona festiva), венесуельського аратингу (Psittacara leucophthalmus), велику чепуру (Ardea alba), американську чепуру (Egretta thula), каєнського ібіса (Mesembrinibis cayennensis), світлочеревого добаша (Picumnus spilogaster), білобокого кадука (Myrmotherula axillaris), північну мурав'янку-струмовика (Hypocnemoides melanopogon), амазонійського дереволаза (Lepidocolaptes albolineatus), малинового манакіна (Pipra aureola), суринамського тиранця (Myiopagis flavivertex), амазонійського атілу (Attila cinnamomeus), вохристоволу інезію (Inezia caudata), королівського мухоїда (Onychorhynchus coronatus), гвіанського віреончика (Hylophilus pectoralis) та танагрового трупіала (Lampropsar tanagrinus). Ендеміками екорегіону є амакуроанські кошикороби (Thripophaga amacurensis), а майже ендемічними його представниками — тринідадські ерміти (Phaethornis longuemareus), венесуельські добаші (Picumnus nigropunctatus) та прирічні пію (Synallaxis beverlyae).
У болотах в дельті Ориноко зустрічаються дуже рідкісні, майже ендемічні оринокські крокодили (Crocodylus intermedius) — одні з найбільших крокодилів світу, які живляться переважно рибою. Серед інших поширених в регіоні плазунів слід відзначити крокодилового каймана (Caiman crocodilus), зелену анаконду (Eunectes murinus), коричневу деревну ігуану (Uranoscodon superciliosus) та ендемічного дельтового аноліса (Anolis deltae).

## Збереження
Більша частина лісів екорегіону є відносно незайманою. Однак у деяких частинах регіону ведеться вирубка пальмових гаїв. Очищені від лісів землі малородючі і погано підтримують сільське господарство. 
Основною загрозою для збереження природи регіону є розвиток нафтової промисловості, який приваблює більше людей у цей регіон та призводить до інтенсифікації вирубки лісів під сільськогосподарські угіддя та заради деревини. Під тиском переселенців варао (корінні жителі дельти Ориноко) вимушені переселятися у менш освоєні райони. Ще однією загрозою є відведення води з Ориноко та будівництво на ній гребель, що порушує сезонні гідрологічні цикли. Перекриття Каньйо-Манамо  греблею у 1960-х роках призвело до зниження рівня води у верхній частині дельти та до значного підвищення солоності води у ній.
Оцінка 2017 року показала, що 16 292 км², або 60 % екорегіону, є заповідними територіями. Природоохоронні території включають: Біосферний заповідник Дельта-дель-Ориноко, Національний парк Маріуса, Національний парк Туруепано та Лісовий заповідник Іматака у Венесуелі.